# Марсело Альєнде
Марсело Альєнде (ісп. Marcelo Allende; Сантьяго) — чилійський футболіст, півзахисник клубу «Депортес Санта Крус».

## Ігрові кар'єри
Вихованець клубу «Кобрелоа», з якого перейшов в академію команди «Депортес Санта Крус». Там же на початку 2016 року у віці 16 років він дебютував у першій команді, що грала у третьому дивізіоні Чилі . Наразі провів за клуб 22 матчі.
У 2016 році був на перегляді у лондонському «Арсеналі», отримавши прізвисько «новий Алексіс Санчес».

## Збірна
Виступав за збірну Чилі до 17 років. У її складі був капітаном на юнацькому чемпіонаті світу у 2015 році. Альєнде на турнірі забив два голи в чотирьох матчах і став найкращим бомбардиром команди.

## Титули і досягнення
- Переможець Південноамериканських ігор: 2018